# Contraataque (película)
- Contraataque en Netflix.

Contraataque es una película de acción mexicana producida por Netflix y Videocine; dirigida por el cineasta Chava Cartas y protagonizada por Luis Alberti, Noé Hernández, Leonardo Alonso. Luis Curiel, David Calderón León, Guillermo Nava, Mayra Batalla, Ishbel Bautista, Israel Islas y Frida Jiser.

## Argumento
El capitán Guerrero es el líder de un escuadrón de élite del Cuerpo de Fuerzas Especiales, antes "G.A.F.E" del  Ejército Mexicano más conocido como "Los murciélagos", que es emboscado por un cártel de la droga llamado "El Enjambre".

## Recepción
A una semana de su estreno, la película se posicionó como la más vista a nivel global en la plataforma de Netflix con 18,600,000 reproducciones, así como se colocó en el primer lugar en 30 países y en el Top 10 de la plataforma en 80 países

## Reparto
| Actor                 | Personaje                  |
| --------------------- | -------------------------- |
| Luis Alberti          | Capitán Armando Guerrero   |
| Noé Hernández Álvarez | Josefo "El Aguijón" Urías  |
| Leonardo Alonso       | Dámaso "Tanque"            |
| Luis Curiel           | Jorge "El Pollo"           |
| David Calderón León   | El Combo                   |
| Guillermo Nava        | El Toro                    |
| Mayra Batalla         | Lucía                      |
| Ishbel Bautista       | La Cobra                   |
| Israel Islas          | Román "El Sacristán" Urías |
| Frida Jiser           | Karla                      |